# 广东省农村信用社联合社
广东省农村信用社联合社（简称广东农信，广东省联社）成立于2005年，由广东省内农商行入股组成，根据广东省人民政府授权，履行对辖内农商行管理、指导、协调和服务职能的金融机构。
截至2019年末，广东省联社资产规模3.34万亿元，各项存款余额2.63万亿元，各项贷款余额1.64万亿元。

## 历史

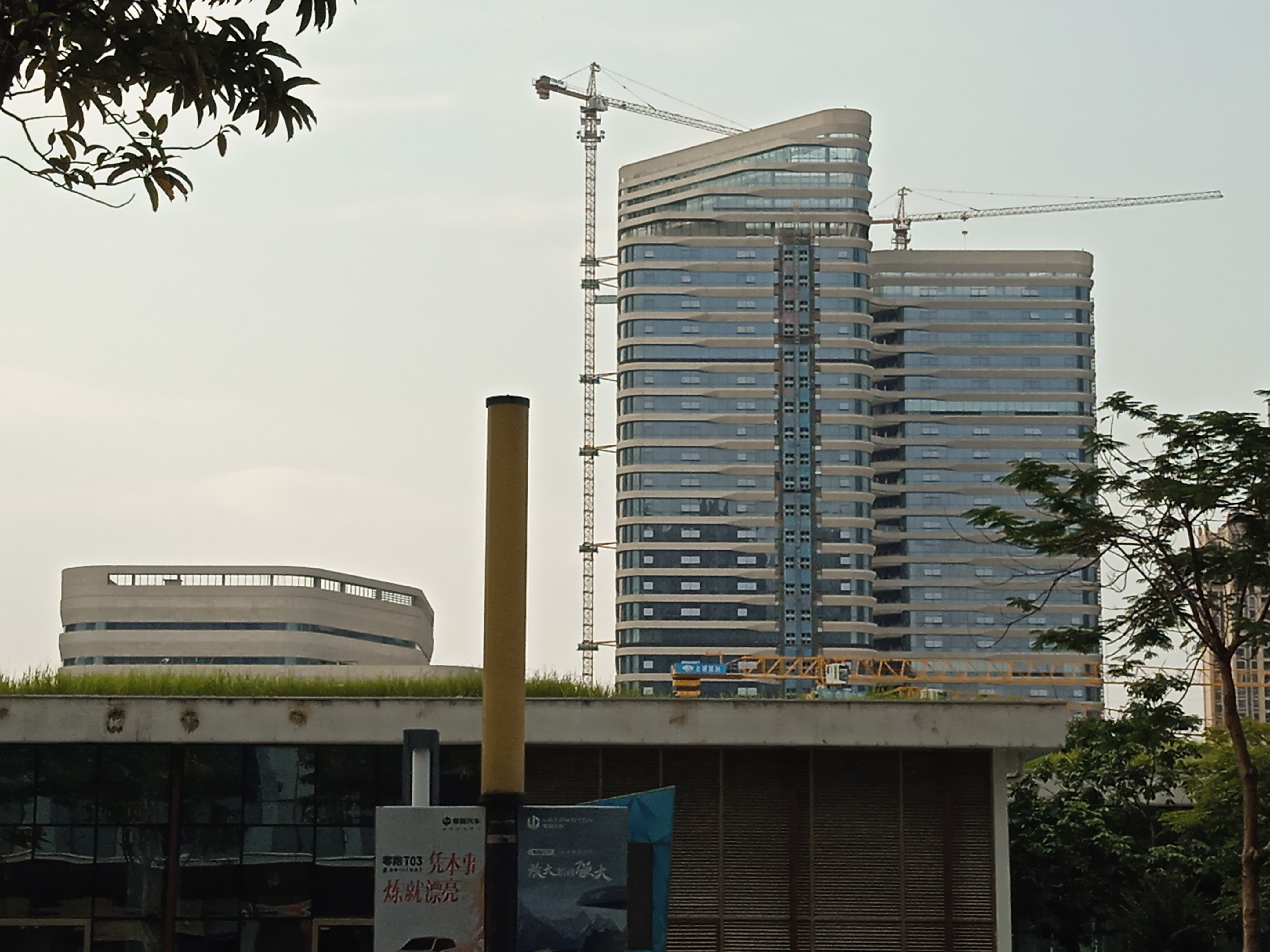
位于佛山市南海区的广东农信后台服务基地

2005年，在“广东省信用合作管理办公室”的基础上，广东省联社由省内4家地市级联社和95家县联社入股成立。深圳市农信联社则经原中国银行业监督管理委员会和广东省人民政府批准，在2004年从广东省农村信用社体系中单列出来。
2017年11月15日，省政府召开全面加快组建农村商业银行工作动员大会。
2020年11月21日，在广东省，人民银行的支持下，因历史遗留问题而成为最后一个二级法人农信联社——汕头经济特区农村信用合作社联合社正式新设改组为汕头海湾农村商业银行。标志着二级法人农信联社退出历史舞台。
2020年12月31日,随着潮阳、郁南两地农信联社正式改建为农村商业银行，广东省全部64家农信联社改制组建为农商行，这是广东金融改革史上又一重要的里程碑。通过改制工作，累计化解广东省农合机构风险包袱超过1300亿元。
2025年4月30日，当天发布的《2024年年度报告》披露，2025年将突出管理体制机制改革，严格按照省委省政府部署要求，积极推动改制组建农商联合银行工作。